# Toubacoro
Toubacoro is een gemeente (commune) in de regio Koulikoro in Mali. De gemeente telt 14.400 inwoners (2009).
De gemeente bestaat uit de volgende plaatsen:
- Babougou
- Ballala
- Bouala
- Dandougou
- Dounde
- M'Pebougou
- Madina–Konaré
- Maribougou–Fittobe
- Maribougou–Tiguira
- Monzona
- N’Gounando
- Niare
- Ortabila
- Sango
- Sikoro
- Sirani
- Sogoni
- Touba–Dramé
- Touba–Sylla
- Yéké
- Zobana